# Novo Horizonte do Sul
Novo Horizonte do Sul là một đô thị thuộc bang Mato Grosso do Sul, Brasil. Đô thị này có diện tích 849,117 km², dân số năm 2007 là 4967 người, mật độ 5,85 người/km².